# Reichardtiolus
Reichardtiolus är ett släkte av skalbaggar. Reichardtiolus ingår i familjen stumpbaggar.
Kladogram enligt Catalogue of Life:
| Reichardtiolus | \| \| Reichardtiolus duriculus \| \| \| \| \| \| Reichardtiolus pavlovskii \| \| \| \| |
|                | \| \| Reichardtiolus duriculus \| \| \| \| \| \| Reichardtiolus pavlovskii \| \| \| \| |
|                | Reichardtiolus duriculus                                                               |
|                |                                                                                        |
|                | Reichardtiolus pavlovskii                                                              |
|                |                                                                                        |